# Stefan Karadzja (distrikt i Bulgarien, Silistra)
Stefan Karadzja (bulgariska: Стефан Караджа) är ett distrikt i Bulgarien.   Det ligger i kommunen Obsjtina Glavinitsa och regionen Silistra, i den nordöstra delen av landet, 300 km öster om huvudstaden Sofia.
I omgivningarna runt Stefan Karadzja växer i huvudsak lövfällande lövskog. Runt Stefan Karadzja är det ganska glesbefolkat, med 34 invånare per kvadratkilometer.